# Phineas Fletcher
Phineas Fletcher, född 1582, död 1650, var en engelsk skald, son till Giles Fletcher den äldre, bror till Giles Fletcher den yngre, kusin till John Fletcher.
Fletcher var 1611-16 fellow vid King's college i Cambridge och från 1621 kyrkoherde i en landsförsamling.  
Hans The purple island or the isle of man (skriven senast 1616, utgiven 1633) utgör en anatomisk-allegorisk beskrivning av människokroppen, dess dygder och laster under bilden av en ö, där kullar motsvarar benen, floder ådrorna och så vidare. 
Enstaka beskrivande partier erinrar om Spenser, men i sin helhet har diktverket blott kuriositetsvärde, medan hans Piscatory eclogues anses äga större förtjänster.